# Statsexamen
Statsexamen (ty. Staatsexamen eller Staatsprüfung) är ett prov som ger behörighet för vissa statliga tjänster (till exempel lärare, jurist) eller yrken som staten reglerar (till exempel läkare). Vanligen avses med statsexamen ett motsvarande slutprov som anordnas av högskolor efter studier, men det förekommer också i andra sammanhang (till exempel inom sjukvård, åldringsvård och domstolar). Någon grad såsom kandidat eller magister ger statsexamen inte.